# Comté de Sioux (Dakota du Nord)
Pour les articles homonymes, voir Comté de Sioux.
Le comté de Sioux est un comté des États-Unis situé dans l’État du Dakota du Nord. En 2010, la population était de 4 153 habitants. Son siège est Fort Yates. La totalité du comté fait partie d'une réserve indienne, Standing Rock Indian Reservation.

## Comtés adjacents
- Comté de Morton (nord)
- Comté d'Emmons (est)
- Comté de Corson, Dakota du Sud (sud)
- Comté d'Adams (ouest)
- Comté de Grant (nord-ouest)

## Principales villes
- Fort Yates
- Selfridge
- Solen

## Démographie
| 1920  | 1930  | 1940  | 1950  | 1960  | 1970  |
| ----- | ----- | ----- | ----- | ----- | ----- |
| 3 308 | 4 687 | 4 419 | 3 696 | 3 662 | 3 632 |

| 1980  | 1990  | 2000  | 2010  | - | - |
| ----- | ----- | ----- | ----- | - | - |
| 3 620 | 3 761 | 4 044 | 4 153 | - | - |

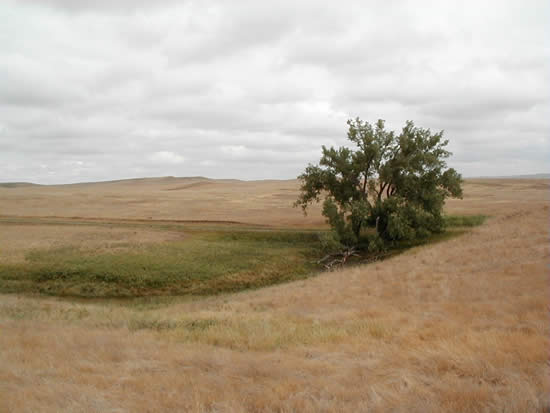
Cedar River National Grassland.
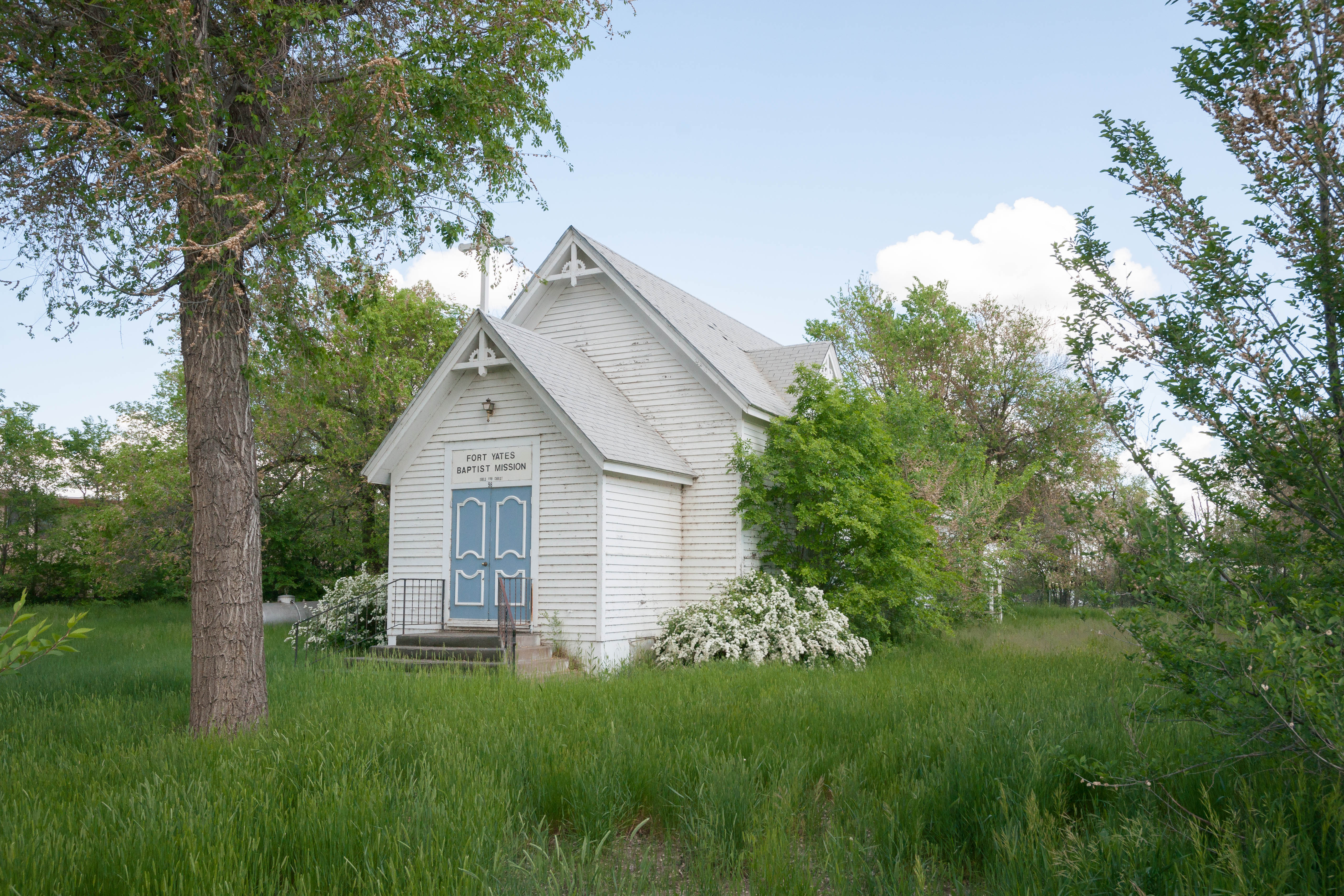
Mission baptiste de Fort Yates.
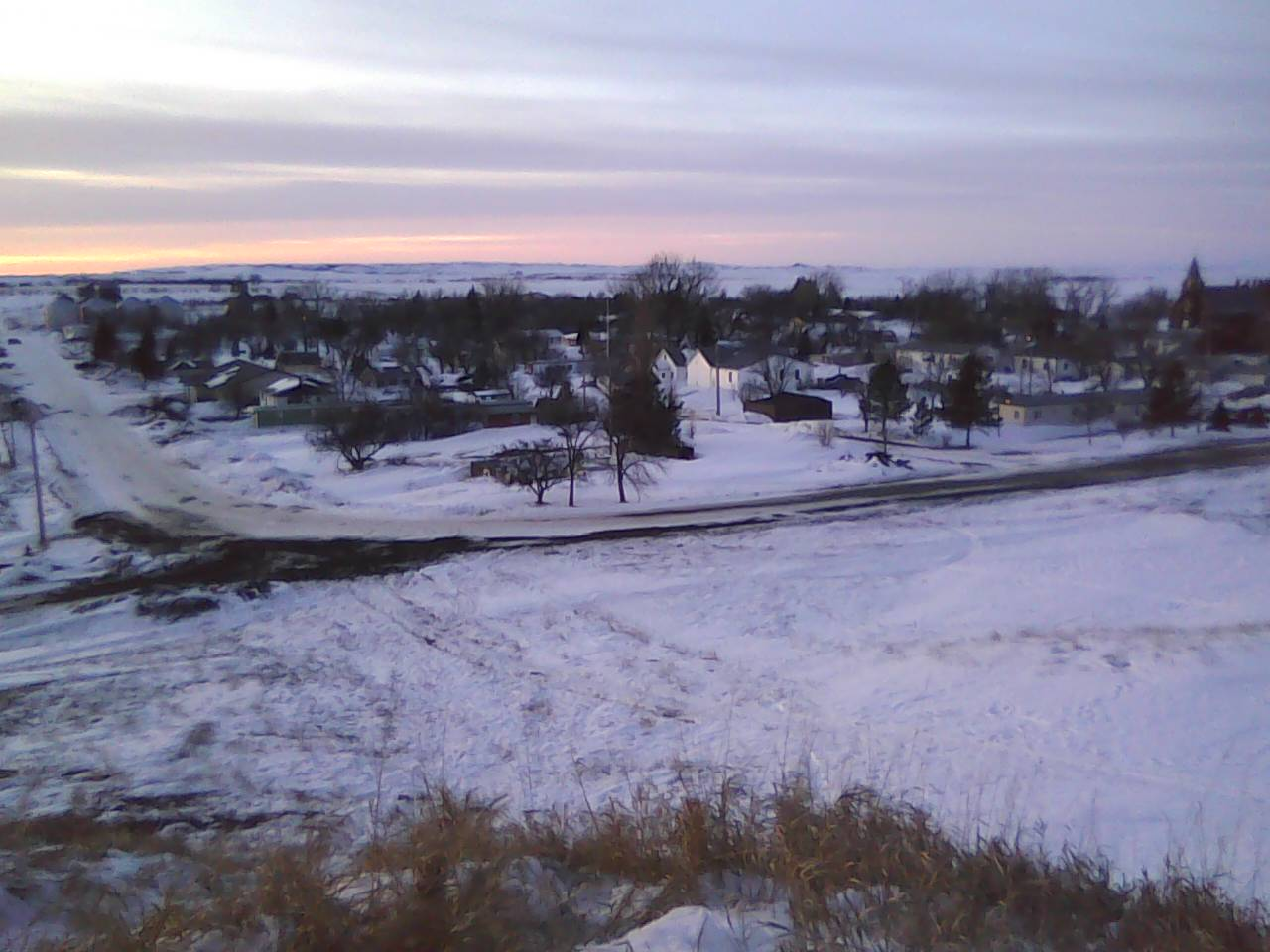
Selfridge.
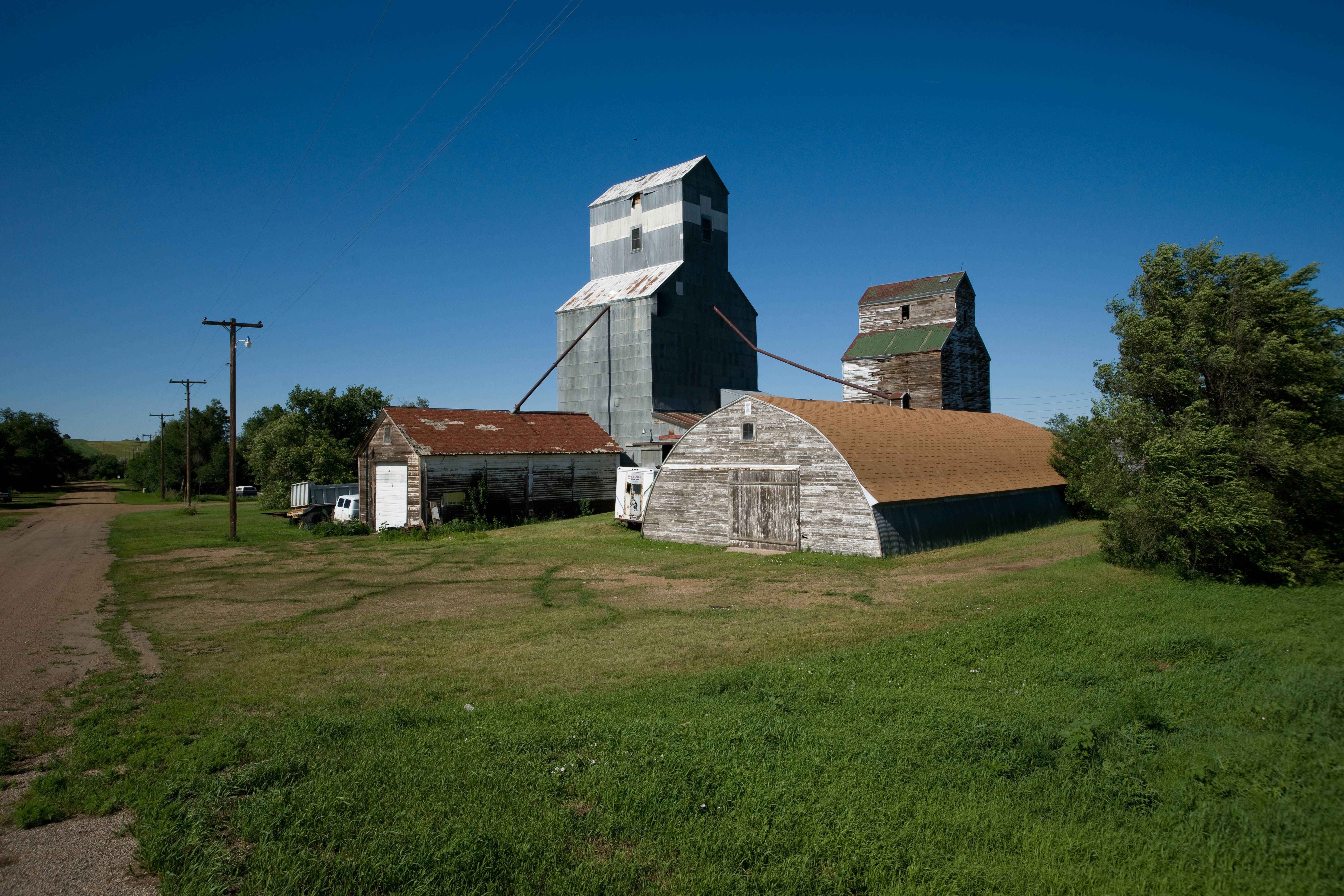
Élévateur à grain de Solen (2009).